# بيفامبيسيلين
بيفامبيسيلين هو pivaloyloxymethyl استر من أمبيسيلين. هذا المنتج عبارة عن مضاد حيوي من المضادات الحيوية البنسلينية شبه الاصطناعية ضد الزائفة الزنجارية، وهو طليعة دواء، و يعتقد أنه يزيد من التوافر الحيوي للأمبيسيلين بسبب أن له انحلالية بالدسم أكبر مقارنة بما بالأمبيسيلين.

## الآثار الجانبية
طلائع الأدوية التي تطلق حامض البيفاليك عندما تستقلب من الجسم كما في البيفامبيسيلين، pivmecillinam و cefditoren pivoxil، وهي معروفة منذ وقت طويل في استنزاف مستويات الكارنيتين. وهذا ليس بسبب الدواء نفسه، ولكن إلى البيفالات، تتم إزالة معظمها من الجسم من خلال الاقتران مع الكارنيتين. على الرغم من أن استخدام هذه الأدوية يكون على المدى القصير الا أنه يؤدي إلى انخفاض ملحوظ في مستويات الدم من الكارنيتين، وعلى الرغم من ذلك انه من غير المرجح أن تكون لها أهمية سريرية، لكن استخدامه على المدى الطويل، تظهر إشكالية غير مستحسنة.

## الاستعمال الطبي
- لعلاج التهابات الجهاز التنفسي (بما في ذلك الالتهاب الشعبي حاد، التفاقم الحاد لالتهاب الشعب الهوائية المزمن وذات الرئة)
- التهابات الأذن والأنف والحنجرة.
- الأمراض النسائية.
- التهابات المسالك البولية (بما في ذلك التهاب الإحليل السيلاني الحاد غير المعقد) عندما تسببها سلالات بنسليناز المنتجة غير عرضة من الكائنات الحية التالية: إيجابية الغرام، على سبيل المثال، المكورات العقدية، المكورات الرئوية والمكورات العنقودية؛ الكائنات سالبة الغرام، على سبيل المثال، النزلية H.، السيلان N.، ايكولاي، P. mirabilis.